# Halina Witkowska
Halina Witkowska (ur. 3 października 1952 w Sadykierzu) – hafciarka, pisankarka, koronczarka, twórczyni plastyki obrzędowej, popularyzatorka kultury Puszczy Białej.

## Życiorys
Jest córką Stanisława i Marianny z domu Zajda. Ukończyła szkołę podstawową w rodzinnej wsi, a następnie Technikum Gastronomiczne w Wyszkowie (1971). Z wykształcenia jest technikiem żywienia zbiorowego. W 1975 wyszła za mąż za Feliksa Witkowskiego. Zamieszkała w Pniewie. Urodziła trzech synów: Adama, Artura i Pawła. Prowadziła gospodarstwo rolne i pracowała w Zajeździe Leśnym w Pniewie. W 2000 przeszła na rentę.
Białokurpiowską plastyką obrzędową i dekoracyjną zajmuje się od dzieciństwa. Uczyła się jej wraz z siostrami od matki, która była członkinią założonej przez Wandę Modzelewską spółdzielni w Pniewie (potem w Pułtusku). Umiejętności rozwijała pod okiem teściowej Kazimiery Witkowskiej (jednej z najlepszych pisankarek w Puszczy Białej) oraz Krystyny Fabisiak z sąsiedniej wsi Lemany. Wykonuje haft biały na tiulu oraz czerwony i czarny na płótnie. Kultywuje tradycje białokurpiowskich jajek wielkanocnych, tzw. oklejanek. Wykonuje ozdoby bożonarodzeniowe, palmy wielkanocne, pająki, korony z kwiatów z bibuły na ramy obrazów, palmy oraz kwiaty z bibuły. Jej prace prezentowano na wielu konkursach i wystawach. Propaguje kulturę i folklor Puszczy Białej, np. w programach telewizyjnych i audycjach radiowych. Wielokrotnie reprezentowała Puszczę Białą na ogólnopolskich wydarzeniach kulturalnych, na jarmarkach i festiwalach folklorystycznych w Kazimierzu, Krakowie oraz Warszawie. Od 2002 jest członkinią Oddziału Kurpiowskiego Stowarzyszenia Twórców Ludowych. Angażuje się w projekty edukacyjne Akademii Sztuki Ludowej. Brała udział w Letnich Szkołach Tradycji (w 2016 haft, w 2017 pisankarstwo) podczas Jarmarku Jagiellońskiego w Lublinie.
Była związana z Cepelią. Współpracuje z instytucjami kultury, organizacjami pozarządowymi oraz muzeami. Uczestniczy w warsztatach etnograficznych i kiermaszach sztuki ludowej w Państwowym Muzeum Etnograficznym w Warszawie, Muzeum Wsi Mazowieckiej w Sierpcu, Muzeum Rolnictwa w Ciechanowcu, Muzeum Regionalnym w Pułtusku, Muzeum Kultury Kurpiowskiej w Ostrołęce. Prowadzi zajęcia m.in. w Domu Polonii w Pułtusku, Miejskim Domu Kultury w Ostrowi Mazowieckiej, Bibliotece Publicznej w Broku, w Wyszkowskim Ośrodku Kultury „Hutnik”, w Miejskim Domu Kultury w Makowie Mazowieckim, w Centrum Folkloru Polskiego „Karolin”. Współpracuje ze Stowarzyszeniem „Wspólnota Polska”. Organizuje spotkania dla dzieci i młodzieży, a także warsztaty dla dorosłych. Wiele z nich odbywa się w budynku pierwszej murowanej szkoły w Pniewie, w której funkcjonuje Kuźnia Kurpiowska. Miejsce powstało z jej inicjatywy i jest izbą regionalną. W placówce Witkowska pełni rolę przewodniczki. Odbywają się tu spotkania twórców ludowych, warsztaty etnograficzne, pokazy rękodzieła i rzemiosła (tkactwo, kowalstwo, garncarstwo). Można tu obejrzeć białokurpiowskie stroje ludowe. Organizowane są warsztaty kulinarne. Prezentowany jest proces obróbki lnu i wełny oraz techniki tkackie. Miejsce pełni funkcję punktu informacji turystycznej, udostępnia bezpłatne materiały promocyjne okolicznych gmin oraz publikacje o Puszczy Białej. Od 2005, czyli od momentu powstania Stowarzyszenia „Puszcza Biała – Moja Mała Ojczyzna”, Witkowska pełni funkcję jego prezeski. Stowarzyszenie jest opiekunem Kuźni Kurpiowskiej w Pniewie i powstało dzięki jej inicjatywie i pomysłowi. W 2013 przy budynku wystawiono w pełni wyposażoną kuźnię kowalską. Warsztaty przygotowuje dla osób w regionu oraz Polonii. W czasie pandemii COVID-19 prowadziła je online.

## Nagrody i odznaczenia
W 2018 dostała Nagrodę im. Oskara Kolberga. W 2013 została laureatką Nagrody Prezesa Związku Kurpiów „Kurpik” w kategorii „Budzenie tożsamości”. Wygrywała konkursy plastyczny na pisanki i plastykę dekoracyjną oraz konkursy kulinarne. W 2011 Polska Izba Produktu Regionalnego i Lokalnego przyznała jej laur „Perła”. W 2019 otrzymała Nagrodę Marszałka Województwa Mazowieckiego.

## Upamiętnienie
Jest jedną z bohaterek wystawy czasowej „Harciarka ręczna” dostępnej między 10 czerwca a 18 września 2022 w Muzeum Kultury Kurpiowskiej w Ostrołęce.